# ATP Challenger Messina
Das ATP Challenger Messina (offiziell: Messina Challenger) war ein Tennisturnier, das von 1980 bis 1991 jährlich in Messina, Italien, stattfand. Es gehörte zur ATP Challenger Tour und wurde im Freien auf Sand gespielt.

## Liste der Sieger

### Einzel
| Jahr | Sieger                 | Finalgegner          | Ergebnis      |
| ---- | ---------------------- | -------------------- | ------------- |
| 1991 | Massimo Valeri         | Germán López Montoya | 4:6, 6:1, 7:6 |
| 1990 | Guillermo Pérez Roldán | Stefano Pescosolido  | 6:1, 6:3      |
| 1989 | Marc Rosset            | Magnus Larsson       | 6:1, 6:1      |
| 1988 | Claudio Panatta        | Alejandro Aramburu   | 5:7, 6:2, 6:1 |
| 1987 | Hans Schwaier          | Markus Rackl         | 6:3, 4:6, 6:4 |
| 1986 | Tarik Benhabiles       | Simone Colombo       | 6:3, 6:7, 6:3 |
| 1985 | Kent Carlsson          | Ronald Agénor        | 6:2, 7:6      |
| 1984 | Víctor Pecci           | Eduardo Bengoechea   | 6:0, 6:3      |
| 1983 | Mario Martínez (2)     | Patrice Kuchna       | 6:7, 6:0, 9:7 |
| 1982 | Pablo Arraya           | Mario Martínez       | 7:5, 6:4      |
| 1981 | Mario Martínez (1)     | Robbie Venter        | 6:4, 7:5      |
| 1980 | Anders Järryd          | Chris Mayotte        | 6:4, 5:7, 6:2 |

### Doppel
| Jahr | Sieger                              | Finalgegner                          | Ergebnis       |
| ---- | ----------------------------------- | ------------------------------------ | -------------- |
| 1991 | Renzo Furlan Guillermo Pérez Roldán | Jan Apell Markus Naewie              | 6:4, 6:2       |
| 1990 | Germán López Montoya Francisco Roig | Pablo Arraya Carlos Costa            | 6:3, 6:2       |
| 1989 | Magnus Larsson Joakim Nyström       | Massimo Cierro Alessandro De Minicis | 6:1, 6:1       |
| 1988 | Simone Colombo Nevio Devide         | Ugo Colombini Carlos di Laura        | 6:4, 6:4       |
| 1987 | Omar Camporese Diego Nargiso        | Dácio Campos Brett Dickinson         | 6:4, 6:4       |
| 1986 | Ronnie Båthman (2) Carlos di Laura  | Brett Buffington Denys Maasdorp      | 2:6, 6:3, 7:5  |
| 1985 | Jesús Colás David de Miguel         | Bruce Derlin David Felgate           | 6:1, 7:6       |
| 1984 | Ronnie Båthman (1) Magnus Tideman   | Martín Jaite Víctor Pecci            | 1:6, 6:1, 10:8 |
| 1983 | Carlos Gattiker Alejandro Gattiker  | Juan Aguilera Pablo Arraya           | 7:5, 6:2       |
| 1982 | Gianni Marchetti Enzo Vattuone      | Eduardo Osta Roberto Vizcaíno        | 6:0, 4:6, 6:2  |
| 1981 | Alejandro Pierola Belus Prajoux     | Mario Calautti Roberto Calautti      | 3:6, 6:4, 7:6  |
| 1980 | Ernie Ewert Brad Guan               | Gianni Marchetti Enzo Vattuone       | 6:3, 6:4       |